# Lagon Elson
Le lagon Elson est un lagon situé à l'extrême nord-ouest de l'Alaska. Le lagon est séparé de la mer de Beaufort par des bancs de terre et des îlots et de la mer des Tchouktches par la péninsule de Point Barrow.

## Toponymie
Le lagon est nommé par Frederik William Beechey en 1831. Le nom fait référence à l'officier (master) Thomas Elson de l'expédition de la Royal Navy menée par Beechey en 1826. Ce marin faisait partie d'un groupe embarqué sur une embarcation détachée de l'expédition principale dans le but d'explorer la zone.

## Géographie
Le lagon Elson est situé à l'extrême nord-ouest de l'Alaska. Le lagon est encadré au sud-ouest par le continent, au nord-est par la mer de Beaufort et au nord-ouest par la mer des Tchouktches. Des bancs de terre et des d'îlots séparent le lagon de la mer de Beaufort. Des passes, comme la passe Eluitkak, et des estuaires permettent de la connexion entre les eaux du lagon et cette mer. Une longue bande de terre littorale, la péninsule Point Barrow, sépare le lagon Elson de la mer des Tchouktches.

## Géologie
La bordure littoral du lagon subit des phénomènes d'érosion. Entre 1979 et 2000, le retrait des terres observé s'étend ainsi sur une surface d'environ 28 hectares et se produit au rythme moyen d'un recul d'un peu moins de 1,7 mètres/an. Cette érosion ne se déroule pas uniformément et sur un rythme linéaire. Elle tend en effet à s'accélérer et présente des variations annuelles et saisonnières importantes,.

## Exploration
Le lagon a été exploré pour la première fois en 1826 par un petit groupe d'officiers et de marins. Ces derniers appartenaient à une expédition de la Royal Navy menée par Frederick William Beechey dont le bateau principal était le HMS Blossom.